# Marija Telkeš
Marija Telkeš ; (1900 – 1995) inovatorka je prvog sistema solarnog grejana za stambeni objekat.
Još u srednjoj školi u Mađarskoj, Marija se zainteresovala za problem solarne energije. Nakon doktorskih studija i dobijanja titule doktorka fizičke hemije, 1924. godine, seli se za Sjedinjene Američke Države, gde nešto kasnije dobija posao u Institut za tehnologiju Univerziteta Masačusets, ali radi i na njujorškom Elektrotehničkom fakultetu. 
Prethodno je bila zaposlena u Dženeral elektriksu i Klivlendskoj kliničkoj fondaciji. 
Nakon Drugog svetskog rata, 1948. godine, Marija Telkeš kreira eksperimentalno sistem solarnog grejana za jednu kuću u Doveru u državi Masačusets. Kuća, koja je Mariji poslužila da u praksi dokaže svoj izum i danas je u upotrebi i još uvek koristi sistem solarnog grejanja koji je Marija Telkeš inovirala. 
Marija Telkeš, je između ostalog kreirala solarnu peć, solarni sistem za destilaciju vode i solarni generator. Vlada Sjedinjenih Američkih Država je angažovala Mariju Telkeš da ispita mogućnost korišćenja njenog izuma za dobijanje pitke vode od morske vode, što je ona uspešno učinila koristeći solarni sistem za destilaciju. 
Za svog života, rad Marije Telkeš, dobio je mnogobrojna priznanja i nagrade. Još 1952. godine Marija je dobila nagradu Društva ženskih inžinjera, kao prva dobitnica te nagrade kada je ona ustanovljena. 
Pored toga Američka sekcija Međunarodnog društva za solarnu energiju nagradija je Mariju Telkeš prestižnom nagradom Čarls Grili.
Preminula je u rodnoj Budimpešti 1995. godine tokom posete rodbini. 